# 阿廖娜·阿尔希诺娃
阿廖娜·伊戈列芙娜·阿尔希诺娃（羅馬化：Alyona Igorevna Arshinova；1985年3月3日—）是俄罗斯政治家、模特和社会学家。她是国家杜马议员、统一俄罗斯党总委员会主席团成员以及统一俄罗斯党楚瓦什地区支部书记（2020年6月24日至2022年2月21日）。

## 制裁
阿尔希诺娃于2022年因俄乌战争而受到英国政府和美国财政部制裁。